# 細眼斯氏脂䲁
細眼斯氏脂䲁（學名：Starksia weigti），為輻鰭魚綱䲁形目脂䲁科斯氏脂䲁屬的一個種，種名是以史密森尼分析生物學實驗室負責人Lee A. Weigt來命名，分布於西大西洋貝里斯至宏都拉斯海域，深度6至8公尺，本魚體長，扁平，頭鈍，眼、鼻孔及頸觸鬚不分支，背鰭硬棘與鰭條之間有缺刻，雄魚第一臀鰭棘長與鰭的其餘部分分離，變為性器官，側線連續，前段拱起，後段直，頭、體淺紅褐色，體表有不明顯的不規則深色橫紋，雄魚下頜無深色斑點或橫紋，前鰓蓋骨後下角有一大的深色斑塊，並從眼睛向下向後延伸一細淺色橫帶與斑塊相接，雌雄魚的嘴唇上佈滿了明顯的圓形白色斑點，體鱗上各有一短的深色橫帶，背鰭和臀鰭基部有一排小深色斑點，兩鰭基部末端有一小深色斑點，背鰭硬棘19-20枚、背鰭軟條7-8枚、臀鰭硬棘2枚、臀鰭軟條16-17枚，體長可達2.4公分，棲息在岩石及珊瑚礁區，生活習性不明。